# نورا سيسيل
نورا سيسيل (بالإنجليزية: Nora Cecil)‏ هي ممثلة أمريكية، ولدت في 26 سبتمبر 1878 في لندن في المملكة المتحدة، وتوفيت في 1 مايو 1951 في لوس أنجلوس في الولايات المتحدة بسبب مرض.

## أعمال

### أفلام
- (1915) جيمي فلنتاين
- (1927) راقص الشيطان
- (1931) أروسميث
- (1932) حزم مشاكلك
- (1933) تمسكي بعشيقك
- (1935) الباحثون عن الذهب عام 1935
- (1939) عربة الجياد

## وصلات خارجية
- نورا سيسيل على موقع IMDb (الإنجليزية)
- نورا سيسيل على موقع أول موفي (الإنجليزية)
- نورا سيسيل على موقع قاعدة بيانات برودواي على الإنترنت (الإنجليزية)
- نورا سيسيل على موقع قاعدة بيانات الأفلام السويدية (السويدية)
- نورا سيسيل على موقع قاعدة بيانات الفيلم (الإنجليزية)